# Rhys Williams (rugby à XV)
Pour les articles homonymes, voir Rhys Williams et Williams.
Pas d'image ? Cliquez ici

a Compétitions nationales et continentales officielles uniquement.

b Matchs officiels uniquement.
Dernière mise à jour le 5 février 2012.
Gethin Rhys Williams, plus connu comme Rhys Williams, est né le 23 février 1980 à Bridgend. C'est un joueur de rugby à XV qui joue avec l'équipe du pays de Galles de rugby à XV depuis 2000, évoluant aux postes de trois quart aile ou d'arrière. Il joue avec le club des Cardiff Blues de 2003 à 2008 avec lequel il participe à la Coupe d'Europe.

## Biographie
Rhys Williams dispute son premier test match le 1er avril 2000 contre l'équipe d'Irlande. Il participe à la Coupe du monde 2003 (deux matches joués, avec une défaite en quarts de finale). Il joue avec les Cardiff Blues en Coupe d'Europe et en Celtic league. Il dispute 39 matches de Coupe d'Europe.

## Palmarès
- Tournoi des Six Nations : un Grand chelem en 2005.

## Statistiques en équipe nationale
- 44 sélections
- 90 points (18 essais)
- Sélections par année : 4 en 2000, 8 en 2001, 10 en 2002, 10 en 2003, 8 en 2004, 4 en 2005
- Tournois des Six Nations disputés : 2000,  2001, 2002, 2003, 2004, 2005.
- Coupe du monde disputée : 2003.